# Datnioides undecimradiatus
Datnioides undecimradiatus es una especie de pez perteneciente a la familia de los peces tigre, Se distribuye en Asia, en el río Mekong

## Taxonomía y descripción
Es un pez de agua dulce, de clima tropical.
Mide 40 cm.
Espinas dorsales (total): 12; Radios blandos dorsales (total): 16-19; Espinas anales 3; radios blandos anales: 10 - 11. Profundidad del cuerpo 2.1-2.4 veces en SL; barras verticales relativamente estrechas, la primera barra por lo general no continuó en el tórax o en la superficie ventral del cuerpo y la segunda barra que se originan en la base del 5 al 6 aleta dorsal columna vertebral, por lo general 11 radios ramificados en la aleta anal.